# Mykoplazmoza
Mykoplazmoza – choroba wywołana przez Mycoplasma pneumoniae. Obraz kliniczny jest bardzo zróżnicowany, od łagodnie przebiegającego zakażenia górnych dróg oddechowych do zapalenia płuc oraz wielopostaciowych powikłań, głównie ze strony układu nerwowego, serca, stawów i trzustki.
Zakażenia Mycoplasma pneumoniae następują wyłącznie drogą powietrzną - głównie kropelkową, rzadziej pyłową. Wrotami zakażenia są drogi oddechowe.
Najczęściej chorują małe dzieci.

Przeczytaj ostrzeżenie dotyczące informacji medycznych i pokrewnych zamieszczonych w Wikipedii.